# Gérard López
Gérard López Fojaca (27 de dezembro de 1971) é um empresário espanhol-luxemburguês. Ele e Eric Lux são sócios fundadores do The Genii Group. Gérard Lopez era o presidente do conselho de administração da equipe Lotus F1 Team da Fórmula 1 e da sua sócia-majoritária, a Genii Capital. Em 2022, López lançou o The Lydian Group, um conglomerado de tecnologia que opera no espaço de ativos digitais. Ele também foi cofundador e, de 2000 a 2014, foi proprietário e sócio-gerente da Mangrove Capital Partners, uma das principais empresas de capital de risco especializada em tecnologia.

## Biografia
Gerard se formou na Miami University como bacharel em sistemas de informações gerenciais e gerenciamento operacional. Ele deu início e dirige uma série de negócios, entre eles uma empresa pioneira em web development, a Icon Solutions e uma empresa de leasing, a ProLease. López é um investidor ativo de diferentes classes de private equity, tendo investimentos que vão desde a área inicial de tecnologia até o setor imobiliário.
Ele fundou junto com Mark Tluszcz a Mangrove Capital Partners, firma que foi uma investidora inicial do Skype. López se envolveu com automobilismo devido as operações da Mangrove com a empresa Gravity Sport Management. Ele também já participou de corrida de enduro fazendo parte da equipe Gravity Racing International.
Em 2008, ajudou a fundar, junto com Eric Lux, a Genii Capital, uma empresa privada de gerenciamento de investimentos e consultoria financeira. López integra o conselho administrativo da Wix, da Zink Imaging, da Lotus F1 Team, e da Lotus Group International e faz parte também do conselho consultivo da Miami University Business School.
Em 2015, ele fundou a Nekton, uma empresa de investimentos e corretora na área de energia, ativa na América do Sul, África, Ásia e Europa Oriental. Ele também é o diretor-executivo da empresa. López é ex-presidente da RISE Capital AB, que, ao lado da Nekton, era coproprietária da RISE Capital AB Projects. A Nekton se desfez de seus interesses na RISE em dezembro de 2020.